# Serianus argentinae
Espèce
Synonymes
- Serianus minutus Hoff, 1950 nec Banks 1908

Serianus argentinae est une espèce de pseudoscorpions de la famille des Garypinidae.

## Distribution
Cette espèce est endémique de la province de Buenos Aires en Argentine. Elle se rencontre vers Punta Piedras et Monte Veloz.

## Étymologie
Son nom d'espèce lui a été donné en référence au lieu de sa découverte, l'Argentine.

## Publications originales
- Muchmore, 1981 : The identity of Olpium minutum Banks (Pseudoscorpionida, Olpiidae). Journal of Arachnology, vol. 9, no 3, p. 337-338 (texte intégral).
- Hoff, 1950 : Pseudoescorpionidos nuevos o poco conocidos de la Argentina (Arachnida, Pseudoscorpionida). Arthropoda, Buenos Aires, vol. 1, p. 225-237.